# بيار كوري
بيار كوري (بالفرنسية: Pierre Curie)‏ (15 مايو 1859 - 19 أبريل 1906) فيزيائي فرنسي، ورائد في علم البلورات، والمغناطيسية، والكهرباء الانضغاطية، والنشاط الإشعاعي. في عام 1903 نال جائزة نوبل في الفيزياء مع زوجته ماري سكوودوفسكا كوري وهنري بيكريل، «تقديرًا للخدمات الاستثنائية التي قدموها من خلال أبحاثهم المشتركة حول الظواهر الإشعاعية التي اكتشفها البروفيسور هنري بيكريل».

## الأبحاث
قبل دراسات الدكتوراه الشهيرة عن المغناطيسية، صمم وأتقن ميزان التوائي حساس للغاية لقياس المعاملات المغناطيسية. استخدِمت الاختلافات في هذه المعدات بشكل شائع من قبل العمال المستقبليين في هذا المجال. درس بيار كوري المغناطيسية الحديدية، والمغناطيسية المسايرة، والمغناطيسية المعاكسة لرسالة الدكتوراه، واكتشف تأثير درجة الحرارة على المغنطيسية المعروفة الآن بقانون كوري. يُعرف الثابت المادي في قانون كوري بأنه ثابت كوري. اكتشف أيضًا أن مواد المغناطيسية الحديدية أظهرت انتقالًا حرجًا في درجة الحرارة، وفقدت سلوكها المغناطيسي الحديدي. تُعرف الآن بدرجة حرارة كوري. استخدِمت درجة حرارة كوري لدراسة الصفائح التكتونية، وعلاج انخفاض الحرارة، وقياس الكافيين، وفهم المجالات المغناطيسية خارج الأرض.
صاغ بيار كوري ما يعرف الآن بمبدأ كوري لعدم التناظر: لا يمكن أن يكون للتأثير المادي عدم تناظر غائب عن سببه الفعال. على سبيل المثال، لا يوجد أي تناظر في المزيج العشوائي للرمال ذات الجاذبية الصفرية (فهي متوحدة الخواص). بإدخال حقل الجاذبية، يكون هناك عدم تناظر بسبب اتجاه الحقل. ثم يمكن للحبوب الرملية أن «تفرز ذاتيًا» مع زيادة الكثافة، والعمق. لكن هذا الترتيب الجديد، مع الترتيب الاتجاهي لحبيبات الرمل، يعكس في الواقع عدم تناظر لحقل الجاذبية الذي يسبب الانفصال.
عمل كوري مع زوجته على عزل البولونيوم والراديوم. كانا أول من استخدم مصطلح «النشاط الإشعاعي»، وكانا رائدين في دراستها. استخدما في عملهما، بما في ذلك عمل الدكتوراه ماري كوري المشهور، مكشاف شحنة كهرضغطي حساس أنشأه بيار وشقيقه جاك كوري. نشره بيار كوري عام 1898 مع زوجته السيدة ماري. كُرِم كوري ومعه إم. جي. بيمون لاكتشافهما الراديوم والبولونيوم من خلال جائزة الإنجاز للمواد الكيميائية من قسم تاريخ الكيمياء في الجمعية الكيميائية الأمريكية المقدمة إلى (رسميًا المدرسة العليا للفيزياء والكيمياء الصناعية لمدينة باريس) في عام 2015.
توصل كوري وأحد طلابه، ألبرت لابورد، إلى أول اكتشاف للطاقة النووية، من خلال تحديد الانبعاث المستمر للحرارة الناتجة عن جزيئات الراديوم. حقق كوري أيضًا في الانبعاثات الإشعاعية للمواد المشعة، ومن خلال استخدام المجالات المغناطيسية تمكن من إثبات أن بعض الانبعاثات كانت مشحونة بشكل إيجابي، وبعضها كان سلبيًا، وبعضها محايد. تتوافق هذه مع إشعاع ألفا وبيتا وغاما.
كوري هو وحدة النشاط الإشعاعي (3.7 × 1010 اضمحلال في الثانية أو 37 غيغا بيكريل) وسمي في الأصل على شرف كوري من قبل مؤتمر الأشعة في عام 1910، بعد وفاته. في وقت لاحق، كان هناك بعض الجدل حول ما إذا كانت التسمية على شرف بيار أو ماري أو كليهما.

### الروحانية

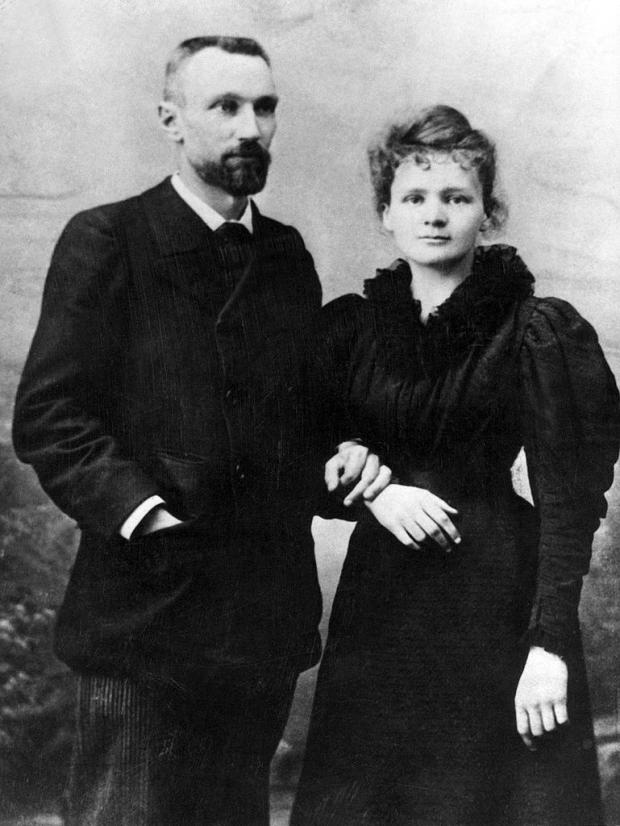
بيير وماري سكودوفسكا كوري ، 1895

في أواخر القرن التاسع عشر، حقق بيار كوري في أسرار المغناطيسية العادية عندما أدرك التجارب الروحانية لعلماء أوروبيين آخرين، مثل شارل ريشه، وكميل فلاماريون. اعتقد بيار كوري في البداية أن التحقيق المنهجي في الظواهر غير الطبيعية يمكن أن يساعد في بعض الأسئلة التي ليس لها جواب حول المغناطيسية.:65 وكتب إلى خطيبته ماري: «يجب أن أعترف بأن هذه الظواهر الروحية تثير اهتمامي بشدة. أعتقد أنها مسائل تتعامل مع الفيزياء».:66 تظهر دفاتر بيار كوري من هذه الفترة أنه قرأ العديد من الكتب عن الروحانية.:68 لم يحضر جلسات الاستحضار مثل جلسات يوسابيا بالادينو في باريس في 1905- 1906 كمجرد متفرج،:238 ولم يكن هدفه بالتأكيد التواصل مع الأرواح. رأى جلسات الاستحضار كتجارب علمية، وحاول مراقبة المَعلمات المختلفة، وأخذ ملاحظات تفصيلية عن كل ملاحظة.:247 على الرغم من دراسة الروحانية، كان كوري ملحدًا.

## وصلات خارجية
- بيار كوري على موقع الموسوعة البريطانية (الإنجليزية)
- بيار كوري على موقع ميوزك برينز (الإنجليزية)
- بيار كوري على موقع إن إن دي بي (الإنجليزية)